# Pavel Hapal
Pavel Hapal (Kroměříž, 27. srpnja 1969.) umirovljeni je češki nogometaš koji trenutno trenira Slovačku reprezentaciju do 21 godine.
Svoju profesionalnu igračku karijeru započeo je u Sigmi iz Olomouca, za koju je u karijeri ponovno potpisivao i igrao tri puta. Nakon četvrtzavršnice Europske lige 1991./92. potpisao je za Bayer Leverkusen, s kojim je osvojio DFB-Pokal 1993. godine.
Tijekom svoje karijere igrao je i za Duklu Prag, CD Tenerife, Spartu Prag i SK Dynamo iz Českih Budějovica. Za Čehoslovačku i Češku nogometnu reprezentaciju je ukupno odigrao 31 međunarodni susret, pri čemu je zabio jedan pogodak. Svoju profesionalnu igračku karijeru je završio 2002. godine.
Od 2003. godine radio kao trener.
Sa Žilinom je osvojio Slovačku Superligu i plasirao se u UEFA Ligu prvaka, pobijedivši u sva tri pretkola. Budući da je u grupnoj fazi natjecanja izgubio sve utakmice u svojoj skupini, Žilina je ispala iz natjecanja.
31. listopada 2011. potpisao je dvogodišnji trenerski ugovor s poljskim klubom Zagłębie Lubin.
Nakon isteka ugovora s Lubinom, 12. ožujka 2014. potpisao je jednogodišnji ugovor sa slovačkom Senicom.

## Nagrade i postignuća

### Igračke
- Čehoslovački nogometni kup
  - Prvaci (1): 1990.
- DFB-Pokal
  - Prvaci (1): 1992./93.

### Trenerske
- Slovačka Superliga
  - Prvaci (1): 2009./10.

## Vanjske poveznice
- (engl.) Pavel Hapal na national-football-teams.com